# Voncourt
Voncourt – miejscowość i gmina we Francji, w regionie Grand Est, w departamencie Górna Marna.
Według danych na rok 1990 gminę zamieszkiwało 29 osób, a gęstość zaludnienia wynosiła 8 osób/km².